# 17-та паралель північної широти
17-та паралель північної широти — лінія широти, що лежить на 17 градусів північніше земної екваторіальної площини. Вона проходить через Африку, Азію, Індійський океан, Тихий океан, Центральну Америку, Кариби та Атлантичний океан.
На цій широті під час літнього сонцестояння сонце видно 13 годин 9 хвилин, а під час зимового сонцестояння — 11 годин 7 хвилин.

## В'єтнам
Сімнадцята паралель (в'єт. vĩ tuyến 17) виступала тимчасовою демаркаційною лінією між Північним і Південним В'єтнамом, встановленою Женевськими угодами 1954 року. Насправді демаркаційна лінія проходила дещо південніше, а не строго по цій паралелі, приблизно вздовж Бенхай в провінції Куангчі до села Бохосу, а звідти на захід до лаосько-в'єтнамського кордону.
У 1976 році демаркаційна лінія була скасована, оскільки В’єтнам об'єднався після виведення американських військ і капітуляції уряду Південного В’єтнаму.

## Список географічних об'єктів, що перетинає 17° пн. ш.
Починаючи з Гринвіцького меридіану та рухаючись на схід, 17-та паралель північної широти проходить через:
| Координати                                                   | Країна, територія або море | Примітки |
| ------------------------------------------------------------ | -------------------------- | --- |
| 17°0′ пн. ш. 0°0′ сх. д. / 17.000° пн. ш. 0.000° сх. д.      | Малі                       | |
| 17°0′ пн. ш. 4°14′ сх. д. / 17.000° пн. ш. 4.233° сх. д.     | Нігер                      | |
| 17°0′ пн. ш. 15°30′ сх. д. / 17.000° пн. ш. 15.500° сх. д.   | Чад                        | |
| 17°0′ пн. ш. 24°0′ сх. д. / 17.000° пн. ш. 24.000° сх. д.    | Судан                      | |
| 17°0′ пн. ш. 37°0′ сх. д. / 17.000° пн. ш. 37.000° сх. д.    | Еритрея                    | |
| 17°0′ пн. ш. 39°2′ сх. д. / 17.000° пн. ш. 39.033° сх. д.    | Червоне море               | |
| 17°0′ пн. ш. 41°47′ сх. д. / 17.000° пн. ш. 41.783° сх. д.   | Саудівська Аравія          | Острови Фарасан                                                                                                |
| 17°0′ пн. ш. 41°53′ сх. д. / 17.000° пн. ш. 41.883° сх. д.   | Червоне море               | |
| 17°0′ пн. ш. 42°33′ сх. д. / 17.000° пн. ш. 42.550° сх. д.   | Саудівська Аравія          | |
| 17°0′ пн. ш. 43°10′ сх. д. / 17.000° пн. ш. 43.167° сх. д.   | Ємен                       | |
| 17°0′ пн. ш. 46°57′ сх. д. / 17.000° пн. ш. 46.950° сх. д.   | Саудівська Аравія          | |
| 17°0′ пн. ш. 47°23′ сх. д. / 17.000° пн. ш. 47.383° сх. д.   | Ємен                       | |
| 17°0′ пн. ш. 52°57′ сх. д. / 17.000° пн. ш. 52.950° сх. д.   | Оман                       | |
| 17°0′ пн. ш. 54°7′ сх. д. / 17.000° пн. ш. 54.117° сх. д.    | Індійський океан           | Аравійське море                                                                                                |
| 17°0′ пн. ш. 54°41′ сх. д. / 17.000° пн. ш. 54.683° сх. д.   | Оман                       | |
| 17°0′ пн. ш. 54°59′ сх. д. / 17.000° пн. ш. 54.983° сх. д.   | Індійський океан           | Аравійське море                                                                                                |
| 17°0′ пн. ш. 73°17′ сх. д. / 17.000° пн. ш. 73.283° сх. д.   | Індія                      | Махараштра Карнатака Андгра-Прадеш Телангана                                                                   |
| 17°0′ пн. ш. 82°17′ сх. д. / 17.000° пн. ш. 82.283° сх. д.   | Індійський океан           | Бенгальська затока                                                                                             |
| 17°0′ пн. ш. 94°27′ сх. д. / 17.000° пн. ш. 94.450° сх. д.   | М'янма (Burma)             | Проходить через Національний парк Хлога[en] північніше Янгона                                                  |
| 17°0′ пн. ш. 96°54′ сх. д. / 17.000° пн. ш. 96.900° сх. д.   | Індійський океан           | Затока Моутама                                                                                                 |
| 17°0′ пн. ш. 97°12′ сх. д. / 17.000° пн. ш. 97.200° сх. д.   | М'янма                     | |
| 17°0′ пн. ш. 98°37′ сх. д. / 17.000° пн. ш. 98.617° сх. д.   | Таїланд                    | |
| 17°0′ пн. ш. 104°44′ сх. д. / 17.000° пн. ш. 104.733° сх. д. | Лаос                       | |
| 17°0′ пн. ш. 106°26′ сх. д. / 17.000° пн. ш. 106.433° сх. д. | В'єтнам                    | |
| 17°0′ пн. ш. 107°7′ сх. д. / 17.000° пн. ш. 107.117° сх. д.  | Південнокитайське море     | Проходить через спірні Парасельські острови                                                                    |
| 17°0′ пн. ш. 120°27′ сх. д. / 17.000° пн. ш. 120.450° сх. д. | Філіппіни                  | Проходить через острів Лусон                                                                                   |
| 17°0′ пн. ш. 122°29′ сх. д. / 17.000° пн. ш. 122.483° сх. д. | Тихий океан                | Філіппінське море Проходить між островами Гугуан[en] та Саріган[en], Північні Маріанські Острови               |
| 17°0′ пн. ш. 100°17′ зх. д. / 17.000° пн. ш. 100.283° зх. д. | Мексика                    | |
| 17°0′ пн. ш. 91°7′ зх. д. / 17.000° пн. ш. 91.117° зх. д.    | Гватемала                  | |
| 17°0′ пн. ш. 89°9′ зх. д. / 17.000° пн. ш. 89.150° зх. д.    | Беліз                      | |
| 17°0′ пн. ш. 88°13′ зх. д. / 17.000° пн. ш. 88.217° зх. д.   | Карибське море             | Проходить південніше острова Невіс, Сент-Кіттс і Невіс Проходить північніше острова Редонда, Антигуа і Барбуда |
| 17°0′ пн. ш. 61°46′ зх. д. / 17.000° пн. ш. 61.767° зх. д.   | Антигуа і Барбуда          | Проходить через острів Антигуа                                                                                 |
| 17°0′ пн. ш. 61°44′ зх. д. / 17.000° пн. ш. 61.733° зх. д.   | Атлантичний океан          | |
| 17°0′ пн. ш. 25°19′ зх. д. / 17.000° пн. ш. 25.317° зх. д.   | Кабо-Верде                 | Проходить через острів Санту-Антан                                                                             |
| 17°0′ пн. ш. 25°6′ зх. д. / 17.000° пн. ш. 25.100° зх. д.    | Атлантичний океан          | |
| 17°0′ пн. ш. 16°17′ зх. д. / 17.000° пн. ш. 16.283° зх. д.   | Мавританія                 | |
| 17°0′ пн. ш. 5°39′ зх. д. / 17.000° пн. ш. 5.650° зх. д.     | Малі                       | |